# Le Revenu de base (film)
Pour plus de détails, voir Fiche technique et Distribution.
Le Revenu de base - une impulsion culturelle est un film-essai helvético-germanique qui explique, défend et argumente l'idée d'un revenu de base inconditionnel. Réalisé par Daniel Häni et Enno Schmidt,, le film est sorti en 2008 en allemand et a depuis été sous-titré dans plus de 10 langues. Une version française a également été produite, ainsi qu'une version courte de 45 minutes, disponible en téléchargement sous licence creative commons.
Le film, diffusé principalement sur internet, avait été vu plus de 500 000 fois au printemps 2011 selon les réalisateurs.
Les auteurs du film proposent un système de remplacement du système de l'impôt sur le revenu par une taxe sur la consommation dont est rétrocédé un revenu de base. L'idée est portée par l'initiative-grundeinkommen,.